# Juan Bautista (Múnich)
Juan Bautista (Múnich) es una pintura al óleo de Michelangelo Merisi da Caravaggio, construido en 1610 y ahora se mantiene en una colección privada en Mónaco de Baviera. Esta pintura es una de las siete versiones del pintor lombardo ha dedicado al tema de "San Juan", o sea San Juan retratado de adolescente.

## Historia
El lienzo es identificable con la pintura que estaba en Cellammare Palace en Nápoles, en Constanza Colonna, marquesa de Caravaggio, además de una obra con el mismo personaje (an Juan Bautista de la colección Borghese) y de una Magdalena, como demuestra la carta de Nuncio Apostólico en el Reino de Nápoles Deodato gentil al cardenal Scipione Caffarelli-Borghese en Roma, el 29 de julio de 1610 (Pacelli 1994, páginas 141-155). Las tres pinturas fueron encargadas por Borghese y estaban en la falúa que se suponía iba a traer su autor de Nápoles a Roma, justo antes de morirse. Además de la carta del 29 de julio que, cuando Caravaggio fue encarcelado en Palo, Constanza Colonna traió las pinturas en Nápoles. Scipione Borghese recuperó una de las dos pinturas de San Juan tumbado (la que está actualmente en exposición en la Galería Borghese de Roma), mientras que la pintura de San Juan Bautista, casi seguramente fue traída en Nápoles por Pedro Fernández de Castro, VII Conde de Lemos y virrey de Nápoles desde 1610 al 1616. El Llegó a España en 1616, cuando el conde de Lemos, terminó la oficina virreinal, fue a Madrid. A través de los pasos hereditaria en la familia fue a Don Pedro Antonio, décimo conde de Lemos, que fue nombrado virrey de Perú en 1667, fue sin duda el responsable de la transferencia de San Juan tumbado en América Latina. Después de estar en una colección privada de El Salvador y luego en Buenos Aires, la pintura fue traída en Baviera después de una dama de Argentina, justo antes de la Segunda Guerra Mundial (Marini 2001, p.574). El lienzo fue anunciado por Marini como autógrafo después de la restauración llevada a cabo en Roma por el Pico Cellini en 1977-78 y fechado 1610 (Marini 1978, pp.23-25, 41-42 fig. 3-5, los higos. 15-25 ; Marini 1981, pp 82 nota 117, 45 fig 10)... La posición cronológica en la última fase de la vida del pintor fue confirmado no solo por ceros (1998, pp. 28-45), en las comunicaciones escritas de Stoughton (1987), Pico Cellini (1987), pimienta (1987), de Spike ( 1988), Slatkes (1992) y Claudio Strinati (1997), pero hay que señalar también que Bolonia (1992, p.342) considera la obra una copia de un original perdido por la iglesia napolitana de Sant'Anna dei Lombardi. La hipótesis del erudito (más tarde ricredutosi Caroli en 1992 donde identificó explícitamente la pintura de Mónaco en San Giovanni que el Merisi llevaba en la falúa) sigue siendo infundadas, sin saber el prototipo original de la Capilla Fenaroli, destruido en ' viejo fuego de la iglesia, que fueron destruidas en los otros dos cuadros de Caravaggio: La resurrección de Cristo y de San Francisco, en el acto de recepción de los estigmas. Esta pintura no se tiene que confundir con una cualquiera de San Juan de Merisi, que tienen un origen y una comisión documentadas; por lo tanto, su relación con el mencionado en las cartas de Deodato a Scipione Borghese es, sin duda la bienvenida. En la postura lánguida de San Juan se denotan recuerdos venecianos discernibles: específicamente para las Venus y Danae de Giorgione y Tiziano y también a las antiguas representaciones de dioses del río y pinturas de la misma materia en la zona napolitana. Escritor (Pacelli 1994, pp. 150-151) ha señalado las similitudes con el de San Giovanni Borghese, la Adoración de Messina, El martirio de Santa Úrsula de la recogida de Intesa Sanpaolo en Nápoles. También ha indicado una rama importante en un David relajado (ahora conservado en una colección privada en Nápoles) del artista no identificado, pero ciertamente activo en Nápoles, en la primera mitad del siglo XVII, y en una colección privada St. John Paul Finoglio. A Juan Bautista tumbado se dedicó la reciente exposición en el Museo Het Rembranthuis Ámsterdam entre el año 2010 y 2011: hay que informar a tal propósito, la publicación de la exposición, las intervenciones Strinati (2010-2011), Treffers (2010-2011), Pacelli (2010-2011), que se remonta al histórico y crítico de la pintura sobre la base de los resultados en 1994 (pp.45-51), Marina (2010-11), y Giantomassi Zari (2010 -11), que lo más destacado, los aspectos de la técnica de la pintura y de la restauración.